# Menhir von Gelnhausen-Meerholz
Der 1,03 m hohe Menhir von Gelnhausen-Meerholz ist ein Menhir (auch Pfortenstein oder Gänsbank genannt) in Meerholz im Main-Kinzig-Kreis und stammt wahrscheinlich aus dem ausgehenden Neolithikum.

## Auffindung und Aufstellung
Der Stein wurde 1929 in der Rathausstraße in Meerholz beim Bau einer Gasleitung gefunden. Der Block aus rotbraunem quarzitischem Sandstein wurde durch den Spessartbund in einer Grünanlage an der B43 in Gelnhausen-Meerholz aufgestellt und trägt die Inschrift ‚Am alten Pfortenstein‘. Der Stein wurde als Menhir mit bildlicher Darstellung gedeutet.
Der ursprüngliche Ort der Aufstellung konnte nicht identifiziert werden, doch sind aus dem mittleren Kinzigtal zahlreiche schnurkeramische Fundstellen bekannt.

## Datierung
Die gesamte Oberfläche des Steins ist durch Picken abgearbeitet. Eine Seite des Steins trägt drei erhabene Abbildungen. Diese werden von Tim Kerig als kupferne Streitaxt (auch Hammeraxt oder Schaftröhrenaxt genannt) vom Typ Eschollbrücken (Objekt 2) und als Kupfer-Halsring (Objekt 3) gedeutet. Solche Kupferäxte wurden nie in Gräbern gefunden, dagegen oft als Einzelfunde. Sie werden oft als Deponierungen gedeutet. Nach Hermann Müller-Karpe handelt es sich dabei um Prunkäxte. Josef Maran datiert sie in die Schnurkeramik.
Die Ähnlichkeit mit dem Stein von Mücheln-Langeneichstädt im Saalekreis, der Steinplatte von Dingelstedt, Landkreis Harz und dem Menhir von Seehausen, Landkreis Börde weisen laut Kerig auf eine Zeitstellung zwischen Salzmünde (Trichterbecherkultur) und der Aunjetitzer Kultur, am wahrscheinlichsten in Schnurkeramik.
Kerig verbindet den Meerholzer Stein mit den gemeineuropäischen Statuenmenhiren. Menhir und Metallgegenstände werden vor diesem Hintergrund von Kerig als Indizien einer endneolithischen „meritären Ökonomie“ beschränkten Umfangs interpretiert.